# Gynandrobrotica lepida
Gynandrobrotica lepida là một loài bọ cánh cứng trong họ Chrysomelidae. Loài này được Say miêu tả khoa học năm 1835.